# Abaújalpár
Abaújalpár is een plaats (község) en gemeente in het Hongaarse comitaat Borsod-Abaúj-Zemplén. Abaújalpár telt 96 inwoners (2001).